# Marathon féminin aux championnats du monde d'athlétisme 1987
Navigation
Helsinki 1983 Tokyo 1991
Le Marathon femmes des Championnats du monde de 1987 a lieu le 29 août 1987 dans les rues de Rome avec l’arrivée au Stade olympique de Rome.

## Résultats

### Finale
| Rang               | Athlète                  | Nationalité          | Temps           |
| ------------------ | ------------------------ | -------------------- | --------------- |
| Médaille d'or      | Rosa Mota                | Portugal             | 2 h 25 min 17 s |
| Médaille d'argent  | Zoya Ivanova             | Union soviétique     | 2 h 25 min 17 s |
| Médaille de bronze | Jocelyne Villeton        | France               | 2 h 32 min 53 s |
| 4                  | Bente Moe                | Norvège              | 2 h 33 min 21 s |
| 5                  | Yelena Tsukhlo           | Union soviétique     | 2 h 33 min 55 s |
| 6                  | Yekaterina Khramenkova   | Union soviétique     | 2 h 34 min 23 s |
| 7                  | Nancy Ditz               | États-Unis           | 2 h 34 min 54 s |
| 8                  | Sinikka Keskitalo        | Finlande             | 2 h 35 min 16 s |
| 9                  | Karolina Szabo           | Hongrie              | 2 h 36 min 18 s |
| 10                 | Miyuki Yamashita         | Japon                | 2 h 36 min 55 s |
| 11                 | Angie Pain-Hulley        | Royaume-Uni          | 2 h 38 min 12 s |
| 12                 | Antonella Bizioli        | Italie               | 2 h 38 min 52 s |
| 13                 | Mercedes Calleja         | Espagne              | 2 h 38 min 58 s |
| 14                 | Uta Pippig               | Allemagne de l'Est   | 2 h 39 min 30 s |
| 15                 | Agnes Pardaens           | Belgique             | 2 h 39 min 52 s |
| 16                 | Odette Lapierre          | Canada               | 2 h 40 min 20 s |
| 17                 | Paula Fudge              | Royaume-Uni          | 2 h 42 min 42 s |
| 18                 | Genoveva Eichenmann      | Suisse               | 2 h 43 min 07 s |
| 19                 | Maria Luisa Irizar       | Espagne              | 2 h 43 min 54 s |
| 20                 | Emma Scaunich            | Italie               | 2 h 44 min 32 s |
| 21                 | Evy Palm                 | Suède                | 2 h 44 min 41 s |
| 22                 | Veronique Marot          | Royaume-Uni          | 2 h 45 min 02 s |
| 23                 | Gabriela Wolf            | Allemagne de l'Ouest | 2 h 45 min 13 s |
| 24                 | Christine Kennedy        | Irlande              | 2 h 45 min 47 s |
| 25                 | Hazel Stewart            | Nouvelle-Zélande     | 2 h 48 min 41 s |
| 26                 | Eriko Asai               | Japon                | 2 h 48 min 44 s |
| 27                 | Marcianne Mukamurenzi    | Rwanda               | 2 h 49 min 38 s |
| 28                 | Rita Borralho            | Portugal             | 2 h 52 min 26 s |
| 29                 | Dorothy Goertzen         | Canada               | 2 h 53 min 11 s |
| 30                 | Cornelia Melis           | Aruba                | 2 h 59 min 31 s |
| 31                 | Gina Coello              | Honduras             | 3 h 01 min 53 s |
| 32                 | Maria del Pilar Menendez | Guatemala            | 3 h 16 min 20 s |
| 33                 | Juli Ogbourn             | Guam                 | 3 h 50 min 56 s |
| 99                 | Cathy Twomey             | États-Unis           | DNF             |
| 99                 | Lisa Martin-Ondieki      | Australie            | DNF             |
| 99                 | Renata Kokowska          | Pologne              | DNF             |
| 99                 | Kim Jones (en)           | États-Unis           | DNF             |
| 99                 | Maria Rebelo-Lelut       | France               | DNF             |
| 99                 | Rita Marchisio           | Italie               | DNF             |
| 99                 | Monika Schäfer           | Allemagne de l'Ouest | DNF             |
| 99                 | Angelica De Almeida      | Brésil               | DNF             |
| 99                 | Susan Stone              | Canada               | DNF             |

## Légende
Records et Performances
- AR : Record continental (area record)
- CR : Record des championnats (championship record)
- MR : Record du meeting (meet record)
- NR : Record national (national record)
- OR : Record olympique (olympic record)
- PR : Record paralympique (paralympic record)
- PB : Record personnel (personal best)
- SB : Meilleure performance personnelle de la saison (season's best)
- WL : Meilleure performance mondiale de l'année (world leader)
- WJR : Record du monde junior (world junior record)
- WR : Record du monde (world record)

Circonstances et Conditions
- DNF : N'a pas terminé (did not finish)
- DNS : N'a pas pris le départ (did not start)
- DQ : Disqualification (disqualification)
- NM : Aucun essai valable enregistré (No Mark)
- Q : Qualifié « directement » au prochain tour (ou à la prochaine compétition), lors d'une compétition majeure, grâce au classement ou à la réalisation des minima (automatic qualifier)
- q : Qualifié au prochain tour (ou à la prochaine compétition), lors d'une compétition majeure, grâce au repêchage ou à la réalisation de l'une des meilleures performances parmi celles des « non qualifiés directement » (grâce au meilleur temps ou à la meilleure distance par exemple) (secondary qualifier)